# Heidesee (Finsterwalde)
Der Heidesee bei Finsterwalde ist ein geflutetes Tagebaurestloch (Restloch 131 N) des ehemaligen Tagebaus Kleinleipisch. Der Heidesee ist durch zwei Überleiter mit dem Bergheider See im Nordosten und mit dem Kleinleipischer See im Süden verbunden. Der See hat eine Fläche von 55 ha und gehört zum Naturparadies Grünhaus der NABU-Stiftung Nationales Naturerbe. Er kann über den Grünhaus-Panoramaweg erreicht werden und bietet geschützten Tier- und Pflanzenarten einen Lebensraum.